# Die Reisebegegnung
Die Reisebegegnung ist eine Erzählung von Anna Seghers aus dem Jahr 1972, die in der Sammlung Sonderbare Begegnungen erschien. Nach Klaus Schuhmann hat die Sammlung auch der „Emanzipation des Phantastischen“ gedient. Die Autorin geht der seinerzeit im Sozialistischen Realismus kulturpolitisch relevanten Frage nach: „Wie wird die Wirklichkeit von heute wirklich, also wahr, literarisch dargestellt?“
Anna Seghers soll den schmalen Text als kleine Literaturgeschichte bezeichnet haben.

## Vorbemerkungen

### Fiktion
E. T. A. Hoffmann, Gogol und Kafka diskutieren ein paar Jahre nach dem Ersten Weltkrieg in einem Prager Café vornehmlich über ihre Werke. Hoffmann (1776–1822) will in dieser barocken Gaststätte den durchreisenden Gogol (1809–1852) treffen. Das gelingt. Zuvor spricht er aber den dort zufällig schreibenden Kafka (1883–1924) an.
Wenn zum Beispiel Hoffmann ein Werk Gogols lobt, sollte besser „Seghers’ Figur des Hoffmann“ statt „Hoffmann“ gedacht werden. Hoffmanns Brieffreundschaft mit Gogol ist eine Seghers’sche Phantasie.
Während Hoffmann die Werke der beiden Jüngeren nicht kennen konnte, kannte Gogol Hoffmanns Werk wohl. Kafka kannte einiges von Gogol. Ein Hinweis in Kafkas Nachlass auf dessen Kenntnis von Hoffmanns Werk wurde bisher noch nicht entdeckt.

### Biographisches
Hans Richter meint, Anna Seghers habe weniger Wert auf biographische Präzision gelegt, doch etliche Details, zumindest zu Kafka, stimmen: Er war bis 1922 bei der Allgemeinen Unfallversicherungsanstalt angestellt. Die Anstalt pensionierte ihn krankheitshalber vorzeitig. Mit dem Schloss begann er 1922.

### Kafka in Prag
„Einwohner“ dreier Reiche – Preußen, Russland und Österreich-Ungarn – begegnen sich. Da die Erzählung auf dem Boden des zerfallenen österreich-ungarischen Kaiserreiches spielt, genauer auf dem Territorium der Tschechoslowakei, liegt nahe, Anna Seghers setzt sich eigentlich in dem Text mit Kafka in Prag auseinander. Kafka illustriert den Prager Hungerwinter 1916/1917 mit der Erzählung von der „verdammten Wirklichkeit“, vom Kampf beim Kohlenhändler um einen Kübel Kohle. Die 1920er Jahre bringen mit Masaryk Gutes und weniger Gutes für die Tschechen. Kafka darf nicht länger in Prag sitzen und schreiben. Er muss ins Sanatorium.
Der Autorin wird geistige Nähe zu Kafka nachgesagt. Diese Ansicht einiger Literaturwissenschaftler lässt sich bis zu Grubetsch – Seghers’ erster Publikation – zurückverfolgen. Äußerungen der Schriftstellerin zu Kafka sind aber erst für die Jahre 1949, 1963 und ab 1965 öfter belegt worden. Bei aller Nähe zu Kafka habe sich Anna Seghers in ihrem Text von der Perspektivlosigkeit des Kafkaschen Spätwerks distanziert. Sie lässt Hoffmann sagen: „Ein Lichtpünktchen muß man aufglänzen sehen.“

## Inhalt
Zur Sprache kommen Kafkas Schloss, Der Prozeß, insbesondere Der Kübelreiter und auch Die Verwandlung sowie Amerika, Hoffmanns Ritter Gluck, Meister Floh, Des Vetters Eckfenster und Die Elixiere des Teufels wie auch Gogols Mantel, Die toten Seelen, Die Nase und Der Revisor. Zwar zitieren die drei Figuren aus etlichen jener Werke, doch daneben habe Anna Seghers den drei Herren ihre eigene Weltsicht – die der ersten 1970er Jahre in der DDR – in den Mund gelegt. Winnen spricht von den drei „Argumentationsträgern“. So denkt Kafka beispielsweise einen zentralen Seghersschen Gedanken: „Träume gehören zweifellos zur Wirklichkeit.“
Vermöge ihrer fiktionalen Erzählergewalt nimmt Anna Seghers die Figur des Hoffmann als die vermittelnde Instanz. Hoffmann reist aus dem nicht übermäßig weit entfernten Dresden an, geht in Prag auf den unbeirrt schreibenden Kafka zu und erläutert dem nachgeborenen Schriftsteller einige Sprüche Gogols. Da ist Hoffmann bei Kafka an der falschen Adresse. Als Prager spricht Kafka die slawische Sprache Tschechisch.

## Form
Das Gespräch der drei Schriftsteller zersplittert durch die Vielzahl der geäußerten verschiedensten Gedankengänge über grundsätzliche poetologische Fragestellungen die ohnehin schon dürftige Fabel.
Neben dem Erzählerkommentar kehren im Text drei figurenbezogene Formelemente wieder: Das Zitieren eigener Werke, die in wörtlicher Redeform wiedergegebenen inneren Monologe von Hoffmann und Kafka sowie die drei möglichen Dialogpaarungen.
Themen, die Anna Seghers am Herzen liegen, werden wiederholt: Die verbissene schriftstellerische Arbeit Kafkas trotz lebensbedrohlicher Erkrankung, das Märchenhafte im Prosawerk oder die Verantwortlichkeit des Schriftstellers für seine Publikationen. Zu letzterem Thema verkündet Gogol pathetisch: „Jeder hat schuld an dem, was er schreibt. Am Jüngsten Tag muß jeder dafür geradestehen.“ Kafka – sehr streng zu sich selbst – will nach seinem Tode die Manuskripte unveröffentlichter Texte verbrennen lassen.

## Rezeption

### Rezeption vor 1989
Im Westen überwog der Verriss und im Osten das Lob.

#### Westen
Bemängelt wurde insbesondere die Einheitssprache der aus drei Kultur- und Zeiträumen stammenden Figuren.
- 10. Oktober 1973 Rudolf Hartung in der „SZ“: Sonderbare Begegnungen.
- 10. Oktober 1973 Fritz Raddatz in der „FAZ“: Wenn alles banal wird.
- 12. Oktober 1973 Marcel Reich-Ranicki in der „Zeit“ Nr. 42: Anna Seghers kritisiert Kafka, Ein sonderbarer Bestseller aus der DDR.

#### Osten
- Kurt Batt: Lob der Phantasie. „Sinn und Form“. 1973, Heft 6, S. 1293–1300.
- Heinz Neugebauer[25] hebt bedenkenswerte Passagen aus den Gesprächen über die Notwendigkeit der Kunst hervor: Die Angst Gogols vor der russischen Kirche einerseits[26] und sein „Sicherheben über Leid und Qual“ vermittels Kunst andererseits[27], Kafkas und Gogols Schreiben gegen die „Kluft von arm und reich“[28], die Gogolsche Gestaltung der Relation Realität und Traum, Hoffmanns eigentlich nie erlahmende Auseinandersetzung mit dem preußischen Beamtenapparat[29] sowie der problematische Umgang mit dem Erhabenen.[30]
- Klaus Hermsdorf: Anfänge der Kafka-Rezeption in der sozialistischen deutschen Literatur. „Weimarer Beiträge“. 1978, Heft 9, S. 45–69.
- Sigrid Bock: Anna Seghers liest Kafka. „Weimarer Beiträge“. 1984, Heft 6, S. 900–915.
- Hörspiel mit Ezard Haußmann, Wolfgang Dehler, Udo Schenk u. a., Regie: Fritz Göhler, Rundfunk der DDR, 1985.

### Rezeption nach 1989
- Eva Kaufmann: Veränderungen in Anna Seghers’ später Prosa. In: Paolo Chiarini, Ursula Heukenkamp: Perspektivwechsel. „Studi di Filologia Tedesca“, Bd. 12, S. 41–54. Rom 1990.
- Annette Horn: Reisen in der vierten Dimension. Anna Seghers´ Subversion der objektiven Zeit in der Erzählung „Die Reisebegegnung“. Acta Germanica 21 (1992), S. 121–143[31]
- Martin Straub: »Gewiß, jeder ist schuld an dem, was er schreibt«. Anna Seghers´ Erzählung „Die Reisebegegnung“ (1993)[32]
- Brandes:[33] Anna Seghers wolle mit anti-realistischen Darstellungsweisen profanen Alltagszwängen entfliehen; somit den Leser ansprechen und hänge jener Utopie an, nach der Kunst Menschen versöhnen könne.
- Schrade:[34] Hoffmann erscheine beinahe als Lichtgestalt in dem Kunstdialog. Er fechte bis zum bitteren Ende seine Sträuße mit der deutschen Bürokratie aus, während Gogol[35] und Kafka schließlich resignierten.
- Hilzinger:[36] Franz Fühmann sei als Saiäns-Fiktschen-Autor bei Anna Seghers in die Schule gegangen.
- Winnen[37] schreibt zu dem oben erwähnten Thema Argumentationsträger: „Seinem Werk, nicht dem Menschen Gogol, gilt die Bewunderung der beiden anderen – und der Autorin Anna Seghers.“ Hoffmann argumentiere überzeugender als seine beiden Kollegen.

### Textausgaben
- Die Reisebegegnung. S. 107–148 in: Anna Seghers: Sonderbare Begegnungen.  (enthält noch: Sagen von Unirdischen. Der Treffpunkt). 149 Seiten. Aufbau-Verlag Berlin 1972 (2. Aufl. 1974), ohne ISBN[A 4]
- Die Reisebegegnung. S. 113–152 in: Anna Seghers: Sonderbare Begegnungen.  (enthält noch: Sagen von Unirdischen. Der Treffpunkt). Luchterhand, Darmstadt und Neuwied 1973
- Die Reisebegegnung. S. 497–529 in: Anna Seghers: Erzählungen 1963–1977. (Die Kraft der Schwachen (Agathe Schweigert. Der Führer. Der Prophet. Das Schilfrohr. Wiedersehen. Das Duell. Susi. Tuomas beschenkt die Halbinsel Sorsa. Die Heimkehr des verlorenen Volkes) Das wirkliche Blau. Überfahrt. Sonderbare Begegnungen (Sagen von Unirdischen. Der Treffpunkt. Die Reisebegegnung) Steinzeit. Wiederbegegnung) Band XII. Gesammelte Werke in Einzelausgaben. Aufbau-Verlag, Berlin 1981 (2. Aufl.), 663 Seiten, ohne ISBN
- Die Reisebegegnung. Rütten & Loening, Berlin 1992, 38 Seiten. Einmalige Aufl. ISBN 3-352-00438-2

### Sekundärliteratur
- Heinz Neugebauer: Anna Seghers. Leben und Werk. Mit Abbildungen (Wissenschaftliche Mitarbeit: Irmgard Neugebauer, Redaktionsschluss 20. September 1977). 238 Seiten. Reihe „Schriftsteller der Gegenwart“ (Hrsg. Kurt Böttcher). Volk und Wissen, Berlin 1980, ohne ISBN
- Ute Brandes: Anna Seghers. Colloquium Verlag, Berlin 1992. Bd. 117 der Reihe „Köpfe des 20. Jahrhunderts“, ISBN 3-7678-0803-X
- Andreas Schrade: Anna Seghers. Metzler, Stuttgart 1993 (Sammlung Metzler Bd. 275 (Autoren und Autorinnen)), ISBN 3-476-10275-0
- Sonja Hilzinger: Anna Seghers. Mit 12 Abbildungen. Reihe Literaturstudium. Reclam, Stuttgart 2000, RUB 17623, ISBN 3-15-017623-9
- Angelika Winnen: Anna Seghers: Die Reisebegegnung. S. 32–96 in: Angelika Winnen: Kafka-Rezeption in der Literatur der DDR. Produktive Lektüren von Anna Seghers, Klaus Schlesinger, Gert Neumann und Wolfgang Hilbig. Reihe Literaturwissenschaft Bd. 527. Königshausen & Neumann, Würzburg 2006. ISBN 3-8260-2969-0, 317 Seiten